# Пир (дивертисмент)
«Пир» (фр. Le Festin) — дивертисмент, или, как было указано в программе, танцевальная сюита (фр. suite de danses) в постановке М. М. Фокина с включением хореографических номеров А. А. Горского, Н. О. Гольца и Ф. И. Кшесинского, М. И. Петипа и М. М. Фокина на музыку А. К. Глазунова, М. И. Глинки, М. П. Мусоргского, Н. А. Римского-Корсакова и П. И. Чайковского. Впервые представлен силами антрепризы Русский балет Дягилева 19 мая 1909 года в Шатле, Париж.

## История создания
При подготовке смешанного оперно-балетного Русского сезона 1909 года в театре Шатле С. П. Дягилевым было предложено три программы с операми:
- «Иван Грозный» целиком[2]
- 1-й акт из «Руслана и Людмилы» М. И. Глинки
- 2-й акт из «Князя Игоря» А. П. Бородина

В качестве дополнительных частей спектаклей имелись три готовых балета: «Павильон Армиды», «Клеопатра» и «Сильфиды», к которым требовался ещё один. Согласно С. Л. Григорьеву, «Дягилев решил, что третью программу завершит большой дивертисмент».
Название «Пир» для четвёртого балета было придумано антрепренёром, который избегал использовать понятие «дивертисмент», «сообщив представлению форму балета, состоящего из ряда танцев и завершающегося общим финалом». Для этого из разных балетов и опер репертуара Мариинского театра были отобраны показательные номера. Фокину поручили создать заключительную коду на музыку из Второй симфонии Чайковского, но задача оказалась затруднительной. У постановщика ушло много времени и сил на создание финала, который, по словам Григорьева, «по существу, так и не получился». В. В. Чистякова полагала, что неудача с кодой на музыку Второй симфонии Чайковского была не случайной, а обусловленной внутренним наприятием структурной формы дивертисмента. Фокин не причислял «Пир», равно как и следующий дивертисмент «Ориенталии», к свои лучшим достижениям. В плане книги воспоминаний балетмейстер не упоминает «сюиту русских танцев» ни в одной из рубрик при определении места каждого из балетов в своём творчестве. Название появилось в воспоминаниях только при описании курьёза с поклонами на премьере и в связи с определённым раздражением относительно страсти Дягилева к переименованиям: «Festin, Orientale — всё это новые названия к собранию старых, известных в России танцев. Конечно, много путаницы произошло от этих новых названий, но… надо же дать хозяину побаловаться».
18 мая на генеральной репетиции в Шатле исполнялась 3-я программа, ставшая мировой премьерой (фр. création) Русских сезонов: «Павильон Армиды», 2-й акт «Князя Игоря» с исполнением партии Кончака Шаляпиным и «Половецкими плясками» (фр. Danses du Prince Igor), а в заключении — «Пир». На той знаменательной репетиции присутствовал весь цвет парижских интеллектуалов: композиторов, художников, писателей и иных деятелей искусства. При подготовке программы премьеры Дягилев столкнулся с неадекватной передачей фамилий русских танцовщиков. Наиболее вопиющий пример оплошности наборщиков и редакторов — это представление фамилии Нижинский как фр. Nijinska, или даже как Mlle Nijinska (mademoiselle sic!). При виде такого безобразия Дягилев приходил в ярость, рвал и метал.

## Премьера
- 1909 — 19 мая, «Пир», сюита русских танцев[11] в компоновке С. П. Дягилева. Музыка М. И. Глинки, П. И. Чайковского, М. П. Мусоргского, А. К. Глазунова и Н. А. Римского-Корсакова. Хореография М. И. Петипа, А. А. Горского, М. М. Фокина, Н. О. Гольца и Ф. И. Кшесинского. Декорация К. А. Коровина, костюмы Л. С. Бакста, А. Н. Бенуа, И. Я. Билибина, К. А. Коровина. Дирижер Э. А. Купер, режиссёр С. Л. Григорьев[1][12].

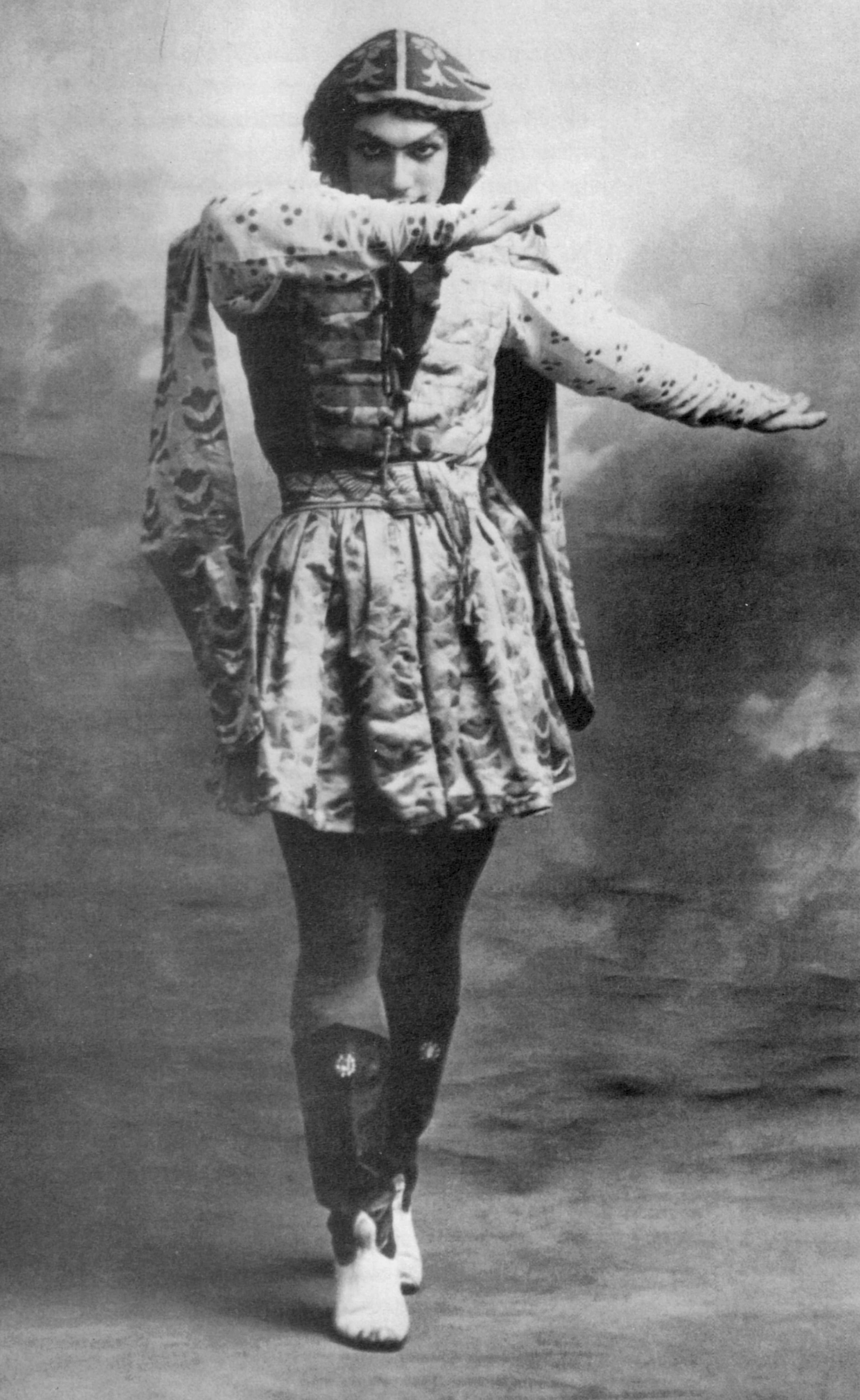
В. Ф. Нижинский в венгерском гран-па, дивертисмент «Пир»

«Пир» открывался выходом всех участников на музыку шествия царя Дадона из оперы «Золотой петушок» Римского-Корсакова. Согласно В. М. Красовской, на репетиции 18 мая исполнялся шедевр Петипа — па-де-катр (фр. grand pas classique hongrois) из 3-го акта «Раймонды» Глазунова, который не был представлен на премьере 19 мая, но шёл 19 июня на представлении в Парижской опере.
Парижская публика была поражена мастерством исполнения русских артистов. Критики признали превосходство мужских танцовщиков над французскими исполнителями. В тот знаменательный день не только для русского, но также мирового балета, когда Шаляпин пел Кончака, когда «все обсуждали, кто лучше: Павлова, Фокин или Нижинский», создал себе славу сравниваемый с Вестрисом Нижинский. На следующий день пресса отозвалась хвалебными восторженными откликами в адрес Павловой, Фёдоровой, Фокина, Больма, Розай и Нижинского. «Последний в особенности поразил своим танцем. Русский балет оказался в центре внимания Парижа». Марсель Пруст отзывался о Русских сезонах в книгах «Под сенью девушек в цвету» и «Содом и Гоморра».
Повторные показы в Шатле состоялись 21, 25, 27 и 29 мая; 7, 11 и 14 июня.
Ввиду большого успеха Русского сезона 1909 года в Шатле дирекция Гранд-Опера́ также решила предоставить свою сцену антрепризе Дягилева, где «Пир» прошёл во внеплановом спектакле 19 июня после «Бориса Годунова» (2-й акт и 3-я картина 3-го акта) и «Сильфид».
«Пир» в программе спектакля 19 июня 1909 года в Гранд-Опера
- 1909 — 19 июня, «Пир», танцевальная сюита. Декорация Коровина, костюмы Бакста, Бенуа и Коровина. Дирижёр Купер. Постановщик Фокин.
- Гопак (фр. Hopak) — музыка Мусоргского из «Сорочинской ярмарки», хореография Фокина[20], исполнители: Ольга Фёдорова, Кремнёв, Голубева, Муромская, Николаидис, Чернятина, Фёдоров, Лащилин, Монахов, Орлов
- Чардаш (фр. Czardas) — музыка Глазунова из «Раймонды», хореография Горского, исполнители: Софья Фёдорова и Фёдор Козлов
- Мазурка (фр. Mazurka) — музыка Глинки из оперы «Жизнь за царя», хореография Гольца и Кшесинского[17], исполнители: Бараш, Пожитская, Спричинская, Анна Васильева, Александров, Кшесинский, Никитин, Остроградский
- Па-де-де (фр. Pas de deux)
  - Адажио (фр. Adagio) — музыка Блейхмана, хореография Горского, исполнители: Анна Павлова, Михаил Фокин, Михаил Мордкин
  - Вариация (фр. Variation) — музыка Чайковского, хореография Мордкина, исполнил Мордкин
  - Вариация (фр. Variation) — музыка Бартлетта, хореография Горского, исполнила Анна Павлова
- Финал (фр. Finale) — музыка Чайковского из 2-й Симфонии
  - Жар-птица (фр. L’Oiseau de Feu) — Тамара Карсавина и Георгий Розай в переименованном па-де-де Голубой птицы и принцессы Флорины из «Спящей красавицы»[15]
  - Венгерское гран-па[13] (фр. Hongrois et Hongroises; фр. Grand Pas Classique Hongrois) — музыка Глазунова из «Раймонды», знаменитый шедевр Петипа — па-де-катр из 3-го акта[21]; исполнили Александра Фёдорова, Анна Фёдорова, Гончарова, Грекова, Нижинский, Шоллар, Больм, Козлов II, Леонтьев, Новиков, Петров I, Пресняков
  - Лезгинка (фр. Lesguiens) — музыка Глинки из оперы «Руслан и Людмила»[15], хореография Фокина[20]; исполнили Фокина, Монахов, Кристерсон, Киселёв, Панов, Семёнов, Титов, Воронков
  - Трепак (Танец русских девушек фр. Jeunes filles russes[9]) — музыка Чайковского из 2-го акта «Щелкунчика»[15], хореография Фокина[20]; исполнили Добролюбова, Константинова, Кузьмина, А. Леонова, Леонтьева, Лукашевич, Муромская, Нестеровская, Ольхина, Сазонова, Соболева, Шелепина, Чернятина, Чернобаева, М. Васильева, Власова
  - Гротескные чудовища (фр. Monstres grotesques) — Дмитриев, Кобелев, Панов[9]

С премьерой «Пира» связан один курьёз из творческой биографии М. М. Фокина, описанный в мемуарах постановщика: «С самого начала своей деятельности я был врагом всяких поклонов среди действия. Я доходил до крайности в проведении каждой своей реформы. Помню, что в одном из первых спектаклей, когда артисты даже в дивертисменте (Festin) после отдельного номера вышли раскланиваться, я был огорчен и рассержен так, что ушёл из театра. Хотя этот Festin был лишен какого-либо действия, [а номера] ничем не были объединены, кроме названия, [и] ни о каком нарушении цельности впечатления не могло быть [и речи], всё же я считал, что раз это не просто дивертисмент, a Festin, то артисты с поклонами должны подождать. Увидав, что они кланяются, я ушёл из театра. Спектакль продолжался с громадным успехом, а я шёл один по Rue de Rivoli и переживал очень большую обиду за „унижение искусства“».

## Гастроли
В июне 1910 года «Пир» уже исполнялся только на сцене Парижской Оперы. Танцевальная сюита присутствовала в гастрольных программах последующих Русских сезонов: Берлин (1910, 1914), Брюссель (1910), Довиль (1912), Гамбург и Лейпциг (1914). В 1918 году «Пир» был представлен 14 раз в турне по Испании (Сан-Себастьян, Бильбао, Сарагоса, Валенсия, Алькой, Гранада, Мадрид, Барселона). Чаще всего показы дивертисмента труппой Русские балеты Дягилева проводились в Монте-Карло в Опере Монте-Карло (ежегодно с 1911 по 1914 год), где и состоялись последние его представления 20 января, 18 и 21 февраля и 4 марта 1925 года.